# Lövtjärnen (Rengsjö socken, Hälsingland)
Lövtjärnen var en sjö, nu våtmark i Bollnäs kommun i Hälsingland och ingår i Ljusnans huvudavrinningsområde.